# Leptataspis peracuta
Leptataspis peracuta är en insektsart som beskrevs av Victor Lallemand 1928. Leptataspis peracuta ingår i släktet Leptataspis och familjen spottstritar. Inga underarter finns listade i Catalogue of Life.